# Gnitzen

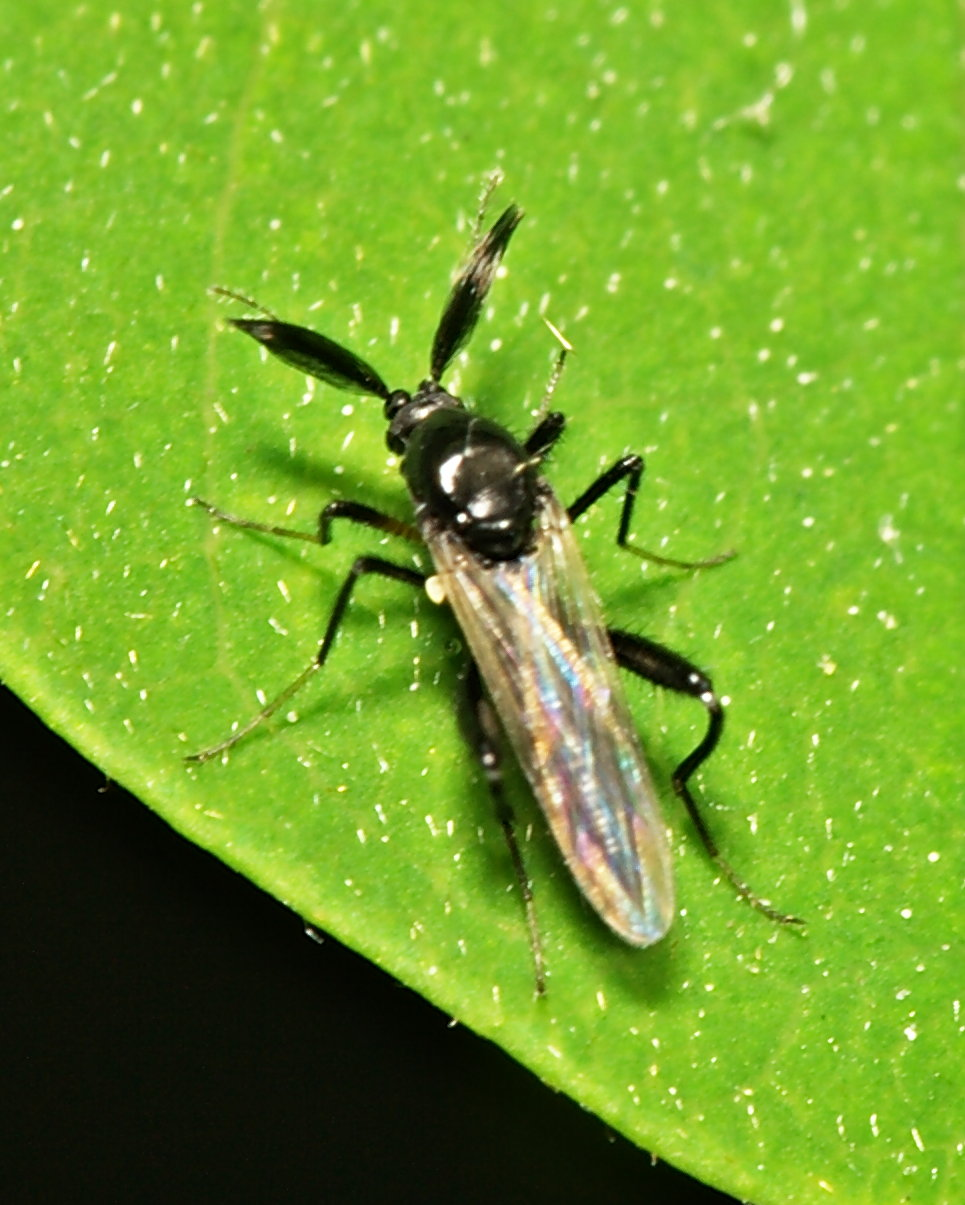
Gnitze, Männchen

Gnitzen oder Bartmücken (Ceratopogonidae), regional auch Gnitten, sind eine Familie kleiner (1 bis 4 mm), zumeist blutsaugender Mücken in der Ordnung der Zweiflügler. Weltweit leben etwa 4000 Arten dieser Tiergruppe, über 190 Arten sind aus Deutschland bekannt. Vertreter dieser Gruppe sind unter anderem als Überträger der Blauzungenkrankheit auf Wiederkäuer bedeutsam.

## Merkmale
Gnitzen sind Mücken mit einer am Rücken stark hochgewölbten Brust. Die Flügel sind gut ausgebildet und manchmal behaart. Ebenfalls gut ausgebildet sind die Mundwerkzeuge, die einen Stechrüssel bilden, der beim Saugen gemeinsam mit dem Kopf tief in die entstehende Wunde eingesaugt wird. Einige außereuropäische Arten besitzen kompliziert ausgebildete Haftvorrichtungen an den Fußgliedern (Tarsen). Mit diesen halten sie sich auf den Flügeln von Libellen (Odonata) fest, während die Mundwerkzeuge wie bei den Zecken in den Flügeladern des Wirtes verankert sind.

## Lebensweise
Die Männchen sind Pflanzensauger. Sie ernähren sich von Pflanzensäften, bei einigen Arten auch die Weibchen. Es gibt ebenso bestäubende Gnitzen. Der Kakaobaum ist sogar ausschließlich auf die Bestäubungsleistung von Arten aus den Gattungen Forcipomyia und Euprojoannisia angewiesen. Die Weibchen der meisten Arten sind jedoch Blutsauger. Dabei gibt es Arten, die die Hämolymphe anderer Insekten saugen wie etwa Atrichopogon-Arten, die an Ölkäfern (Meloidae) saugen oder Forcipomyia eques an Florfliegen der Gattung Chrysopa. Andere Arten saugen das Blut von Vögeln, Säugetieren und auch des Menschen. Dabei können sie im Mittelmeerraum und in Afrika als Überträger verschiedener Tierkrankheiten eine Rolle spielen. Einige Arten können durch sehr schmerzhafte Stiche und Quaddelbildung der Einstichstelle sehr lästig werden, etwa Culicoides pulicaris, außerdem sind allergische Reaktionen auf den Stich von Gnitzen bekannt.

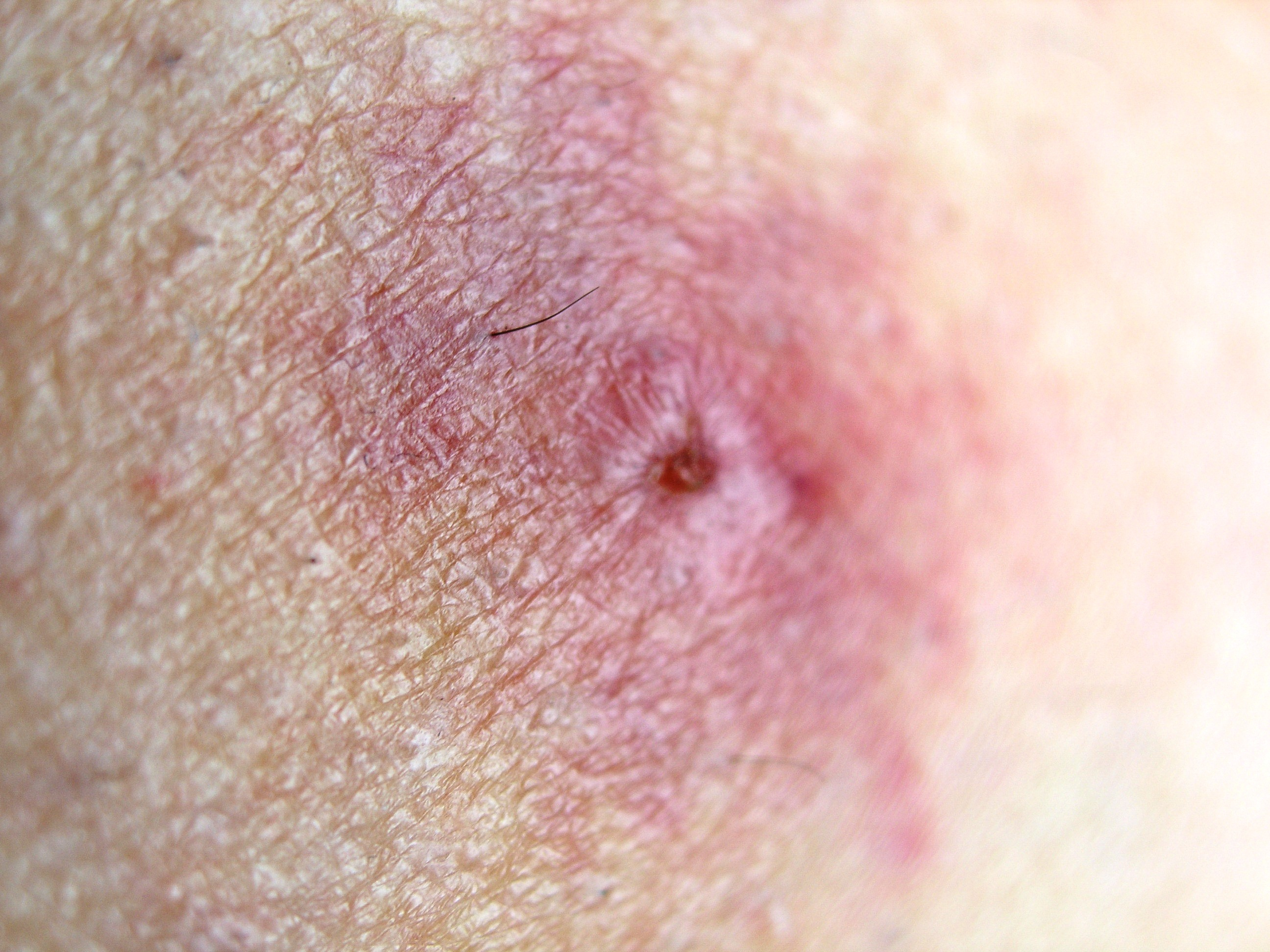
Gnitzenstich mit Quaddelbildung

Besonders stechlustig sind Gnitzenweibchen abends und in der Nacht. Sie bevorzugen die Hautteile an den Rändern von Kleidungsstücken, Culicoides sticht beim Rind an Bauch und Rücken, beim Pferd an Mähne und Schweifrübe, seltener am Bauch. Die Wirtsfindung erfolgt offenbar mit Hilfe des Geruchssinns. So findet man Culicoides-Weibchen oft in Massen in Aronstab-Blüten, die nach Harn riechen. Besonders anziehend auf diese Art wirken offensichtlich Duftstoffe, die Amine enthalten. Die an Insekten saugende Atrichopogon oedemerarum wird durch Cantharidin-Duft angelockt, die Weibchen fliegen Insekten mit Cantharidin im Blut an und werden auch durch Cantharidin-Duft zur Bildung von Schwärmen als Treffpunkt mit den Männchen angeregt. Zumindest bei Culicoides erfolgt die Wirtsfindung jedoch auch optisch, sie werden von großen und dunklen Weidetieren angelockt. Beim Blutsaugen kann auch Kannibalismus vorkommen, so saugen die Weibchen der Arten Bezzia annulipes und Serromyia femorata nach der Begattung das Männchen aus. Einige Arten können nützlich sein, da sie Pflanzenschädlinge abtöten, andere Arten saugen Säugerblut auch aus anderen blutsaugenden Insekten.
Zur Partnerfindung senden die Weibchen Sexuallockstoffe (Pheromone) aus, die besonders bei jungfräulichen Weibchen anziehend und paarungsinduzierend auf die Männchen wirken. Die Paarungsbereitschaft der Weibchen erhöht sich mit der Zeit, die seit der letzten Kopulation vergangen ist. Die Übertragung des Spermas geschieht wie bei den meisten Zweiflüglern als Spermatophore. Die Eier werden artspezifisch teils an Land, teils am Ufer oder im Wasser abgelegt. Die Eiablage kann einzeln erfolgen wie etwa bei Culicoides oder als in Gallerte gehüllte Rosetten, Haufen oder Bänder. Dicrobezzia gibt eine Laichschnur im Flug über dem Wasser ab. Bei manchen Arten erfolgt die Eiablage auch unter Wasser.

## Larvalentwicklung
Die Larven der Gnitzen leben manchmal auf dem Land, sehr häufig auch im Wasser. Sie sind in ihrem Aussehen relativ verschieden und können vordere, oft gespaltene Fußstummel und Nachschieber aufweisen, die manchmal mit Häkchen bewehrt sind. Die Landformen finden sich in humusreichem Boden, unter Rinden, in Totholz, in Kuhfladen (Koprophagie) oder in Ameisenbauten (Ameisengäste). Sie ernähren sich von zerfallenden pflanzlichen Stoffen. Auch einige im Wasser lebende Arten wie etwa Dasyhelea-Arten nehmen diese Form der Nahrung auf. Die Wasserlarven sind oft schlank und sind zu schnellen schlängelnden Schwimmbewegungen fähig, die jedoch keinen sehr effektiven Vortrieb gewährleisten. Sie erbeuten meist andere Insektenlarven oder leben als Ektoparasiten auf Insektenlarven und anderen Wirbellosen. Die Puppen leben bei den Landformen am Fressort der Larven, bei den Wasserformen im Schlamm oder Ufergenist oder auch an der Wasseroberfläche treibend. Sie haben nur sehr kurze offene Atemhörnchen.

## Übertragene Krankheiten
- Die Gattung Culicoides überträgt in Afrika und auch in Südamerika eine Filarie namens Dipetalonema perstans (Yorke u. Mapleston 1926), die aber meistens einen gutartigen Krankheitsverlauf beim Menschen auslöst.
- Culicoides paraensis überträgt das Oropouche-Virus auf den Menschen.
- Blauzungenkrankheit und das Akabane-Virus (auch das Schmallenberg-Virus) bei Wiederkäuern
- Afrikanische Pferdepest beim Pferd

## Fossile Belege
Der vermutlich älteste fossile Beleg einer Gnitze stammt aus Libanon-Bernstein (Unterkreide). Weitere kreidezeitliche Funde gehen auf Bernsteinvorkommen aus Kanada und Sibirien zurück. Darüber hinaus ist die Familie aus verschiedenen tertiären Bernsteinvorkommen nachgewiesen, unter anderem mit mindestens 24 Gattungen und mehr als 100 Arten im eozänen Baltischen Bernstein sowie fünf Gattungen im zumeist etwas jüngeren Dominikanischen Bernstein.